# Kultura Higašijama

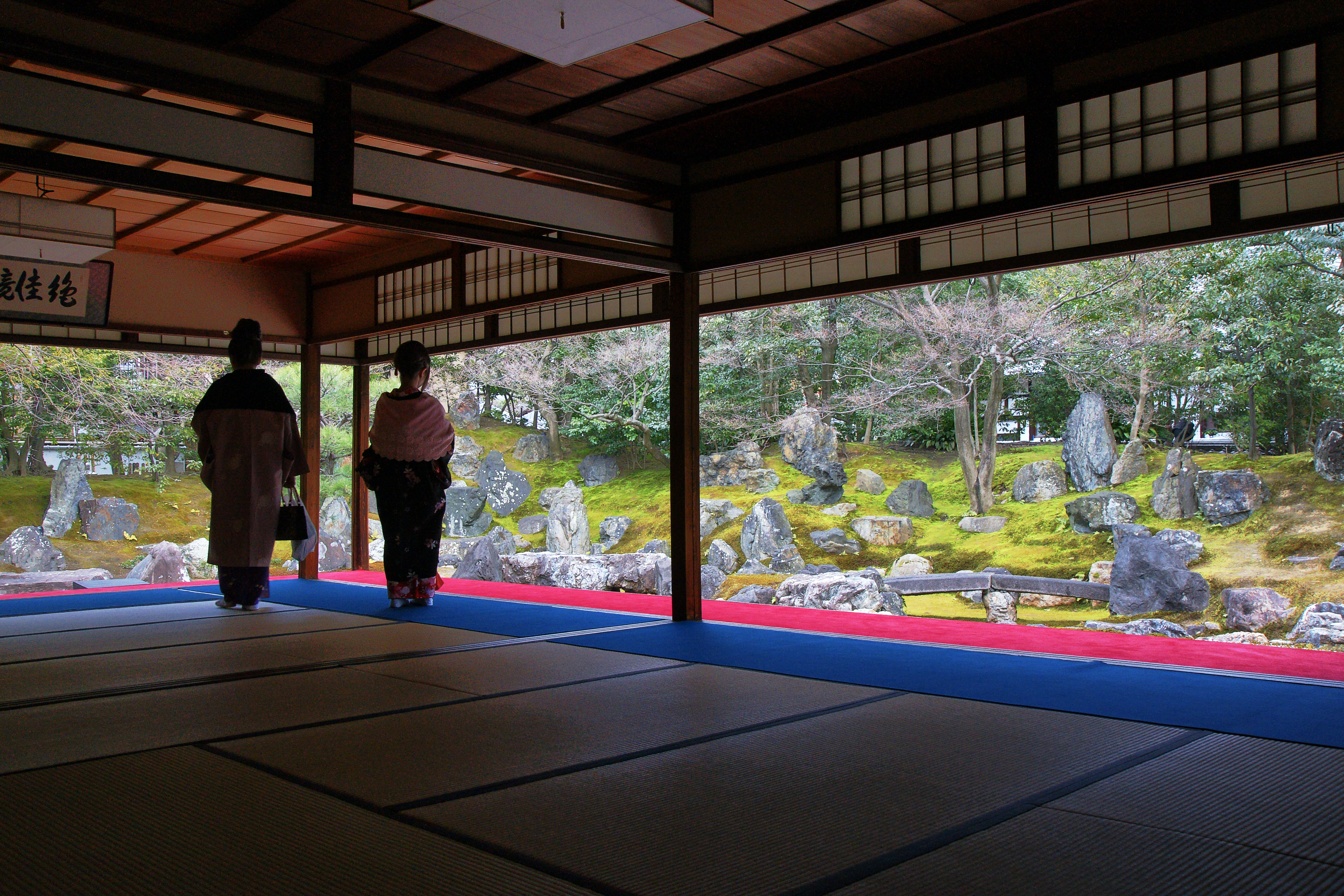
Chrám Entokuin, obklopený zahradami ve stylu Higašijama, o jehož výstavbu se zasloužila Kitano Mandokoro

Kultura Higašijama (japonsky: 東山文化, Higašijama Bunka, kultura Východních hor, 1436-1490) je segment japonské kultury proklamované šógunem Jošimasou Ašikagou. Velice silně vycházela ze zen-buddhistických konceptů wabi-sabi (krása a prostota). Higašijama Bunka kladla důraz na zenové činnosti, jakými byly čajový obřad (sadó), aranžování květin (ikebana), divadlo (nó) a malba inkoustem (sumi-e). Většina z toho, co je dnes považováno za tradiční japonskou kulturu, vzniklo právě v uvedeném období.
Sídlem šóguna Jošimasy se stal Ginkakudži (Stříbrný palác), který se nachází v kjótské čtvrti Higašijama. Palác je charakteristický svou prostou krásou. Stříbro, kterým měl být původně palác pokryt, ale chybí, neboť palác vznikal v době nákladných válek a nepokojů, takže na to prostě nezbývaly prostředky. Velice známou je také kamenná zenová zahrada, typický představitel wabi-sabi askeze. Pouze ten, který dokáže žít zenem, může vychutnat pravou krásu této zahrady. Není žádným tajemstvím, že šógun hojně zval do svých paláců množství věhlasných umělců své doby.
Ginkakudži byl navržen jako čajový dům, tedy čajovna. Jeho architektura a skromná výzdoba dává znát tomu, že zde byl provozován čajový rituál. Složitější dekorace, které je možno nyní v paláci vidět, vznikaly až v pozdější době. Nejvýrazněji se podepsal styl šoin ze 17. století. Jedním z takových elementů byla tokonoma. Mnoho času zde v Ginkakudži trávil také věhlasný malíř Seššú Tójó, éra stála u zrodu též malířské školy Kanó, stejně jako u počátků čajového obřadu čanoju. K formalizování obřadu došlo v 16. století přičiněním Sena no Rikjúa.